# シャルル4世 (フランス王)

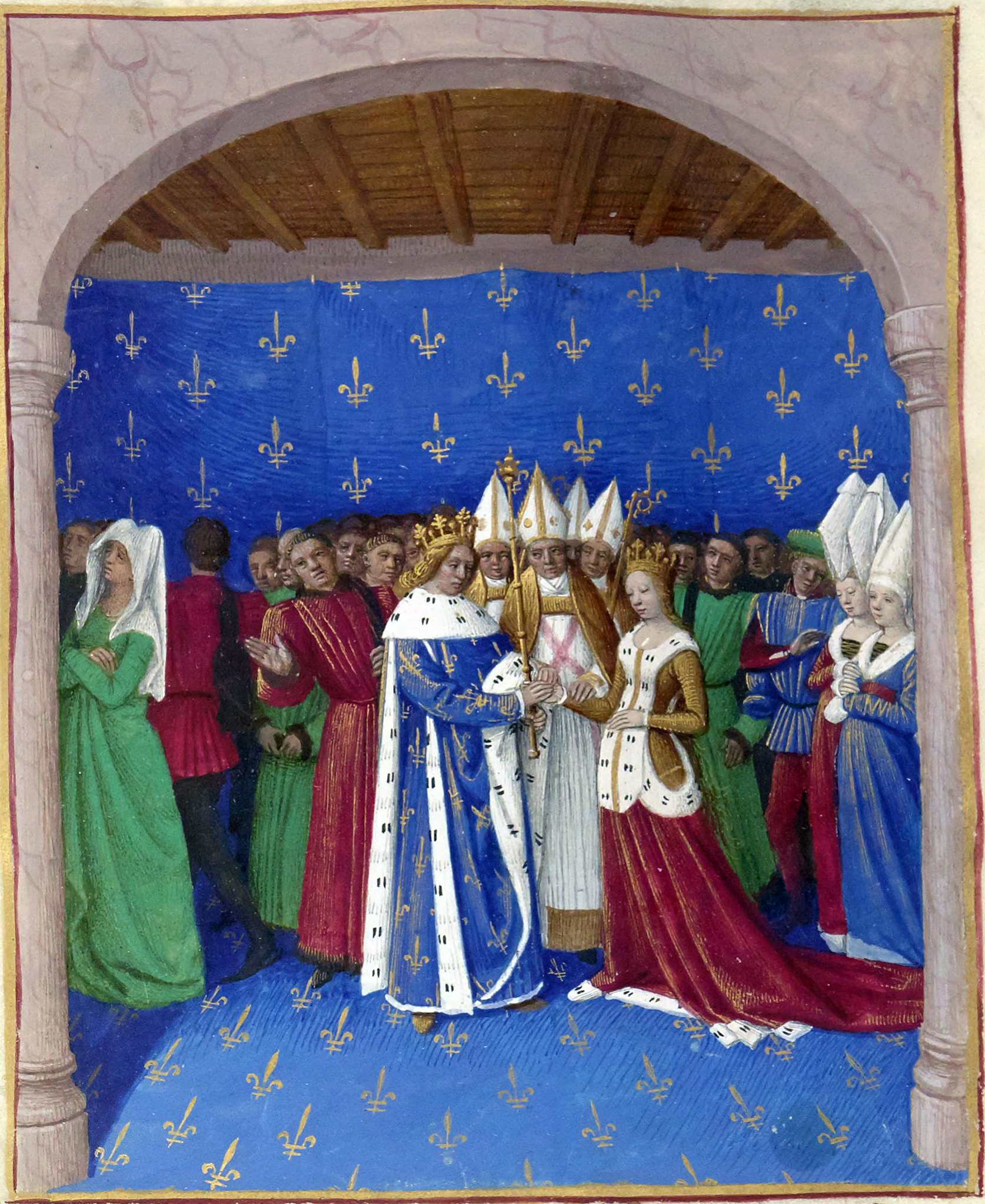
シャルル4世とマリー・ド・リュクサンブールの結婚（ジャン・フーケ作）

シャルル4世（Charles IV, 1294年6月18日 - 1328年2月1日）は、フランス王（在位：1322年 - 1328年）およびナバラ王（カルロス1世、在位：同）。カペー朝最後のフランス王。フランスでは父と同様端麗王（the Fair (le Bel)) と呼ばれ、ナヴァラでは禿頭王（the Bald (el Calvo)）と呼ばれた。フィリップ4世とその妃であるナバラ女王フアナ（ジャンヌ）1世の三男。ルイ10世、フィリップ5世の弟。

## 生涯
次兄フィリップ5世が息子の無いまま崩御したため、フランスとナバラ王位を継承した。1324年にアキテーヌを巡ってイングランド王エドワード2世（妹イザベラの夫）と激突、叔父のヴァロワ伯シャルルの助けを得てエドワード2世に勝利、翌年にフランス優位の和睦を結んだ。
1328年にイザベラとエドワード2世の子で甥のエドワード3世との間で改めて和睦を結んだが、同年に崩御した。王子が夭折、王女しかいなかったためカペー朝は断絶した。王位は従弟のフィリップ6世（ヴァロワ伯シャルルの子）に移り、ヴァロワ朝が開かれた。
1323年にパリ宮廷に送られたボヘミア王ヨハンの王子ヴェンツェルを養育した。ヴェンツェルは後にシャルル4世の名前を取ってシャルルと改名し、1346年にボヘミア王位を継承、翌1347年に神聖ローマ皇帝に即位してカール4世となった。
1323年、ヴァロワ伯シャルルを使節として教皇ヨハネス22世に派遣し、フィリップ5世が1320年に中止した十字軍の計画を再開した。しかし、ヨハネス22世がシャルル4世を信用せず、またシャルル4世もエドワード3世との争いに忙殺されたため、交渉は頓挫した。ヴァロワ伯は翌年に亡くなる。
1326年、反乱を起こされている東ローマ帝国に介入しようとした。東ローマ皇帝アンドロニコス2世パレオロゴスは東西教会の合同をもちかけ、ヨハネス22世も交渉に前向きだったが、アンドロニコス2世の孫アンドロニコス3世パレオロゴスの反乱が本格的になったためまたもや頓挫した。さらに1328年にシャルル4世が崩御するとフランスも東ローマ帝国に介入する余裕がなくなった。

## 家族
- 最初の妃：ブランシュ・ド・ブルゴーニュ - ブルゴーニュ伯オトン4世の娘。1307年に結婚、1322年に離婚。1男1女をもうけたが、いずれも夭逝した。
  - フィリップ（1314年 - 1322年）
  - ジャンヌ（1315年 - 1320年）
- 2番目の妃：マリー・ド・リュクサンブール - 神聖ローマ皇帝ハインリヒ7世の娘で、ボヘミア王ヨハンの妹。1322年に結婚、1324年に死別。1男をもうけたが、出産後に母子とも死亡した。
  - ルイ（1324年）
- 3番目の妃：ジャンヌ・デヴルー - エヴルー伯ルイの娘で従妹に当たる。1325年に結婚。3女をもうけ、シャルル4世の崩御後に生まれた末娘のみが成人に達した。
  - ジャンヌ（1326年 - 1327年）
  - マリー（1327年 - 1341年）
  - ブランシュ（1328年 - 1382年） - ヴァロワ家のオルレアン公フィリップと結婚。